# Gronkowiec złocisty
Gronkowiec złocisty (łac. Staphylococcus aureus) – Gram-dodatnia bakteria występująca w jamie nosowo-gardłowej oraz na skórze. Zatrucia gronkowcem mają krótki okres inkubacji - średnio 2h. Zakażenie gronkowcem może prowadzić do wymiotów, biegunki, spadku ciśnienia krwi, wstrząsu, a nawet śmierci. Nosicielstwo występuje szczególnie często pośród personelu szpitalnego, co ma szczególne znaczenie dla szerzenia się zakażeń wewnątrzszpitalnych.
Optymalna temperatura do rozwoju gronkowca wynosi 37 °C. Gronkowce nie wytwarzają przetrwalników, ale produkują enterotoksynę w zakażonym produkcie spożywczym. Toksyna gronkowca jest bardzo odporna na działanie wysokiej temperatury; nie niszczy jej nawet gotowanie czy pieczenie przez 30 minut. W przeciwieństwie do swojej enterotoksyny, same gronkowce łatwo giną przy ogrzewaniu. Przyczyną zatruć gronkowcowych mogą być różne produkty spożywcze takie jak: wędliny, potrawy mięsne, sałatki, ciastka, mleko i przetwory mleczne, kremy, chałwy, lody. Te ostatnie są dość częstą przyczyną zatruć wtedy, gdy mieszanka przeznaczona do zamrożenia nie została natychmiast schłodzona po pasteryzacji lub gdy rozmrożone lody zostały powtórnie zamrożone. Enterotoksyna obecna w produkcie spożywczym nie zmienia zwykle smaku ani zapachu tego produktu. Nie powoduje także bombażu konserw, ponieważ gronkowce nie wytwarzają gazu.

## ChorobotwórczośćS. aureus

### Nosicielstwo
Gronkowce złociste stosunkowo często występują w środowisku człowieka. Szacuje się, że 10 do 50% populacji ludzkiej stale lub okresowo jest nosicielami tych bakterii bez wystąpienia objawów chorobowych.
Nosicielstwo dotyczy najczęściej śluzówki przedsionka jamy nosowej, może również występować przejściowo na skórze, w gardle oraz w drogach rodnych u kobiet. Kolonizacja szczepem gronkowca złocistego w niekorzystnych warunkach może stanowić punkt wyjścia dla zakażenia.

### Sposoby zakażenia
- drogą kropelkową
- przez kontakt pośredni
- przez przedmioty codziennego użytku

Ryzyko zakażenia gronkowcem złocistym wzrasta w przypadku:
- przerwania ciągłości tkanek
- obecności ciała obcego w tkankach
- współistniejących chorób, takich jak: nowotwory (np. białaczki), marskość wątroby, cukrzyca i inne  choroby metaboliczne, stosowanie terapii immunosupresyjnej lub przeciwnowotworowej, inne niedobory odporności.

### Jednostki chorobowe
Gronkowiec złocisty najczęściej powoduje zakażenia ropne skóry, tkanek podskórnych oraz tkanek miękkich, zakażenia układowe, zakażenia lub zatrucia związane z produkcją toksyn.
1. Zakażenia ropne skóry, tkanek podskórnych oraz tkanek miękkich:
- czyraki (karbunkuł)
- jęczmień
- ropnie
- ropne zakażenia ran pooperacyjnych, pourazowych i innych
- liszajec (zwykle gronkowiec wtórnie dołącza się zakażenia paciorkowcem ropotwórczym[potrzebny przypis])
- zapalenie sutka u kobiet karmiących piersią
- piodermia
- zastrzał
- zanokcica
- figówka
- zapalenie mieszka włosowego.

2. Zakażenia układowe o etiologii gronkowcowej:
- zapalenie szpiku kostnego i kości
- zapalenie tchawicy
- zapalenie płuc - jako powikłanie grypy
- zapalenie mięśnia sercowego, ostre zapalenie wsierdzia
- zapalenie opon mózgowo-rdzeniowych, ropnie mózgu
- zapalenie żył
- zakażenie układu moczowego
- posocznica gronkowcowa.

3. Zakażenia lub zatrucia związane z produkcją swoistych toksyn
- choroba Rittera
- zespół wstrząsu toksycznego
- gronkowcowe zatrucia pokarmowe

## Enzymy będące czynnikiem zjadliwościS. aureus
- Enterotoksyny A, B, C1, C2, D, E, F – powodują zatrucia pokarmowe
- Hemolizyny – wywołują lizę erytrocytów
- Koagulaza – powoduje aktywację kaskady krzepnięcia krwi.
- Eksfoliatyna (toksyna epidermonekrotyczna) – działa na warstwę ziarnistą naskórka powodując jej łuszczenie
- Leukocydyna – uszkadza leukocyty, głównie granulocyty i makrofagi
- Czynnik CF – ścina fibrynogen
- Hialuronidaza – ułatwia wnikanie i rozprzestrzenianie się gronkowców
- Fibrynolizyna – rozpuszczanie skrzepu i rozprzestrzenianie się procesu chorobowego
- Penicylinaza – warunkuje oporność gronkowców na penicylinę
- Fosfolipaza – rozkłada fosfolipidy

## Oporność na antybiotyki
Pewne szczepy gronkowca złocistego są oporne na niektóre antybiotyki.

### Beta-laktamaza
Obecnie większość szczepów gronkowca wytwarza penicylinazę, która rozkłada naturalną penicylinę.

### MRSA
Mechanizm oporności MRSA (ang. methicyllin-resistant Staphylococcus aureus) na metycylinę polega na syntezie nowego białka wiążącego antybiotyk – tzw. PBP. Opisano 5 genów syntetyzujących różne nowe białka PBP, dlatego ten typ oporności charakteryzuje się heterogennością. Szczepy MRSA są oporne na wszystkie antybiotyki β-laktamowe, a w 90% występuje ponadto krzyżowa oporność z makrolidami oraz fluorochinolonami. Jeżeli bakteria jest częściowo oporna na tę grupę antybiotyków, ale można je leczyć podając maksymalne dawki, używa się terminu MISA.

### VISA oraz VRSA
Mechanizm zmniejszonej wrażliwości na wankomycynę VISA (ang. vancomycin intermediate−resistant Staphylococcus aureus) polega na pogrubieniu ściany komórkowej i utrudnieniu dyfuzji leku do komórki. Opisano dotąd 6 szczepów o całkowitej oporności na wankomycynę (VRSA).

### Oporność na aminoglikozydy
Oporność na aminoglikozydy polega na syntezie enzymu modyfikującego lek; gen kodujący zlokalizowany jest na transpozonie Tn-4001